# Спорт в Челябинске
Челябинск — один из спортивных центров в России. С городом связано большое количество известных спортсменов, мировых и олимпийских чемпионов. В городе родились множество прославленных спортсменов.
На территории города расположен Уральский государственный университет физической культуры (УралГУФК).

## История

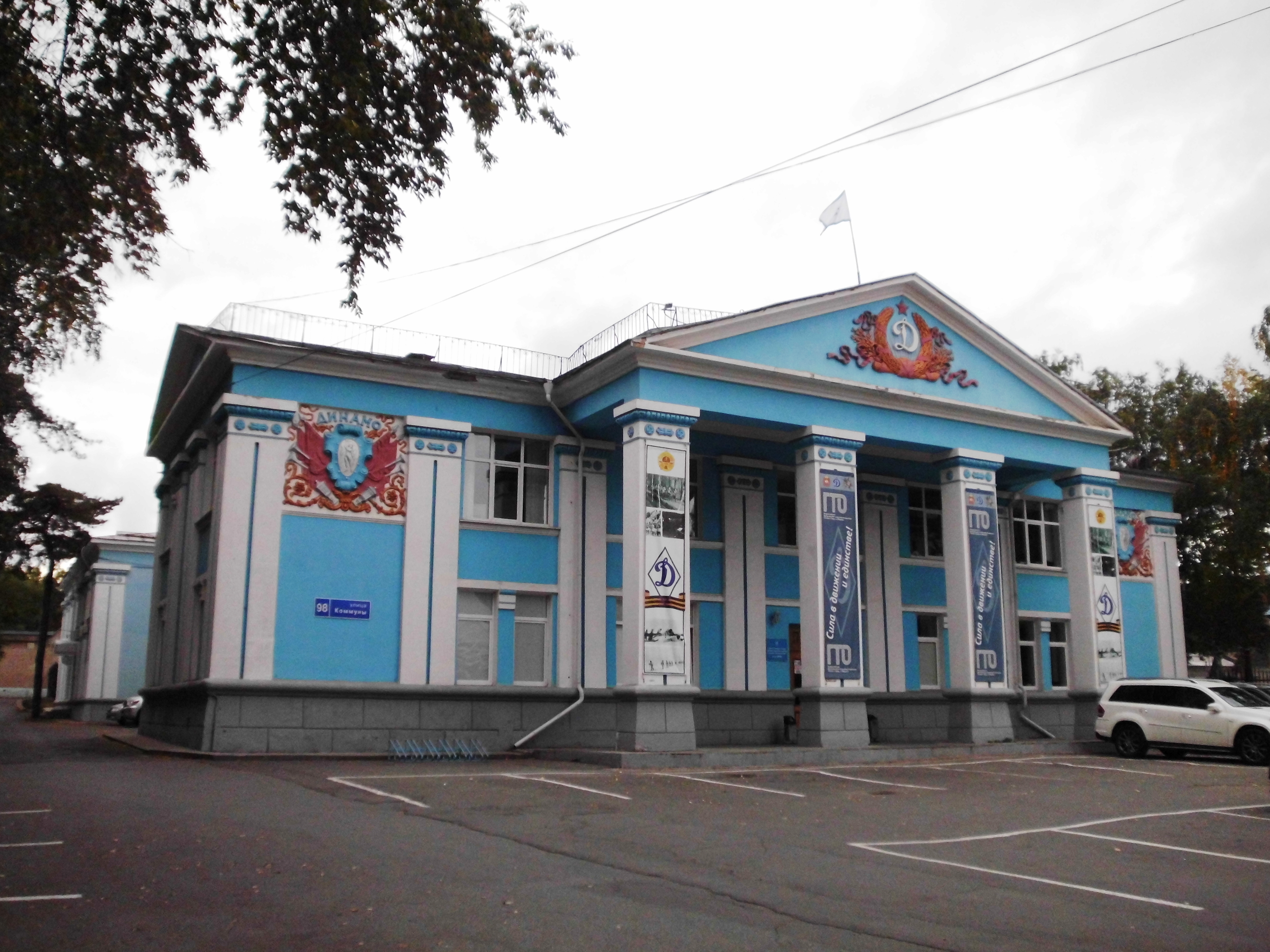
Дворец спорта «Динамо» возле стадиона «Центральный», один из первых в городе

Первые официальные спортивные мероприятия начали проводиться в начале XX века.
22 июля 1911 года прошли соревнования по сокольской гимнастике в честь столетия 196-го пехотного Инсарского полка.
В 1906 году в Челябинске было создано Общество правильной охоты, на денежные средства которого в 1910 году был построен тир.
В 1917 году стали появляться игры и развиваться клубы по лапте, городкам, крокету и футболу.
В 1918 году при РККА был создан отдел по спорту и физической культуре. Затем уже при губисполкоме в 1919 году был организован Совет по физкультуре и спорту.
В 1928 году прошла первая легкоатлетическая эстафета на призы газеты «Челябинский рабочий».
В 1935 году был построен стадион «Динамо» (сейчас «Центральный»), в тот же год прошла первая областная Спартакиада.
В 1947 стали играть хоккей с шайбой
В 1948 году официальный старт чемпионата Челябинской области по хоккею с шайбой
В 1967 году построен дворец спорта «Юность»
В 1970 году в Челябинске открылся институт физической культуры.
В 2020 в городе были запланированы Игры стран БРИКС, но были отменены из-за эпидемии коронавируса.

## Виды спорта

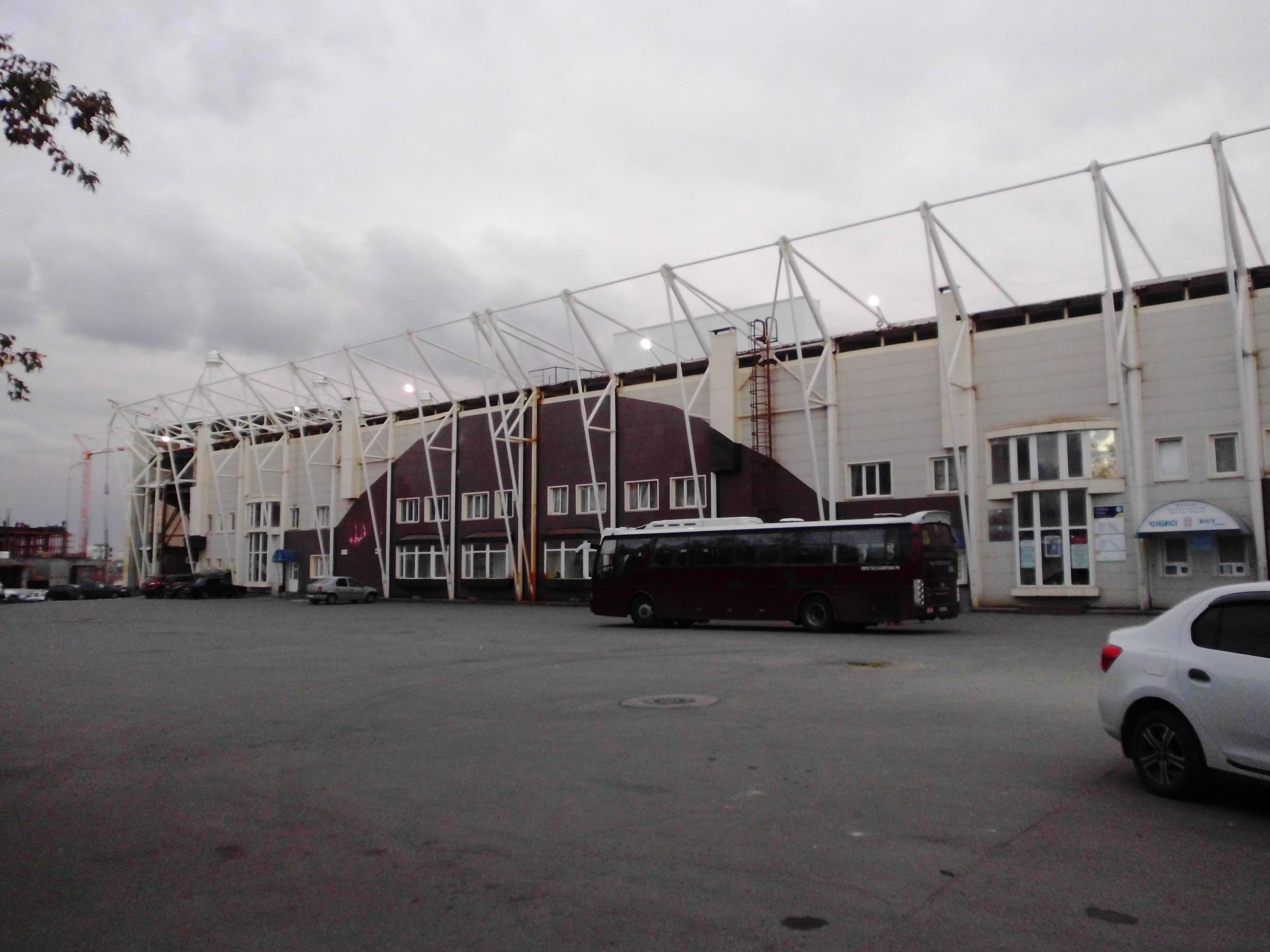
Стадион «Центральный», вид со стороны ДС «Динамо»

### Футбол
Футбол в Челябинске — второй по популярности вид спорта, после хоккея.
Главным городским стадионом является «Центральный» (бывший «Труд»), вместимость которого составляет 15 500 зрителей. Он был открыт в 1935 году. На нём выступает клуб «Челябинск», который играет в первенстве ПФЛ, в группе «Урал-Приволжье». Также ранее в городе существовали клубы «Авангард», «Динамо», «Локомотив» и «Спартак». В последнем играли такие игроки как Дмитрий Торбинский, Сергей Самодин, Анри Хагуш, Юрий Приганюк, Александр Гацкан, Сергей Игнатьев и Алексей Солосин.
В городе также имеется любительский клуб «ТМК-Сигнал-ЧГАУ», выступающий в первенстве Челябинской области и дубль «Челябинска» «Зенит-2-Кировец» из Копейска. Свои домашние игры они проводят на стадионе «Сигнал».
Первые игры по футболу в Челябинске проходили с 1920 года на Алом поле. Основной стадион города — «Центральный». Основным клубом является ФК Челябинск.
- В 1933 году появился клуб «Авангард». Расформирован в 1957 году.
- В 1936 году появился клуб «Динамо». Расформирован в 1949 году.
- В 1957 году появился клуб «Локомотив». Расформирован в 1987 году.
- В 1947 году появился клуб «Cигнал». Расформирован в 1993 году.
- В 1977 году появился клуб «Стрела», ныне ФК «Челябинец».
- В 1991 году появился МФК «Челябинец». Расформирован в 2001 году.

### Хоккей
Самый популярный вид спорта в Челябинске.
В городе существует профессиональная хоккейная команда — «Трактор». Существует старейшая хоккейная команда «Челмет» которая является фарм-клубом челябинского «Трактора».
Также есть клуб МХЛ «Белые медведи» и женская профессиональная хоккейная команда «Белые медведицы», которая играет и тренируется в Челябинске. Существует несколько хоккейных школ. Основные — это «Хоккейная школа Трактор», «Хоккейная школа Челмет», «Хоккейная школа Сергея Макарова» и «Хоккейная школа Сигнал».
Известный хоккеист Вячеслав Быков родом из Челябинска.
- В 1947 году появился клуб «Дзержинец» ныне ХК «Трактор»
- В 1948 году появился клуб «Челмет»
- В 1957 году (расформирован 1976 году) появился клуб «Сельхозвузовец»
- В 1997 году (расформирован 2015 году) появился женский хоккейный клуб «Белые Медведицы»
- В 2009 году появился клуб Трактор-2, ныне ХК «Белые Медведи»
- В 2009 году построили ледовую арену «Трактор»[9].
- В 2011 году появился молодёжный ХК «Стальные Львы», сейчас «Мечел»
- В 2013 году — прошёл Матч звёзд КХЛ и Финал Кубка Гагарина
- В 2014 году — прошла Русская классика ВХЛ
- В 2018 проходил Чемпионат мира по хоккею с шайбой среди юниорских команд.

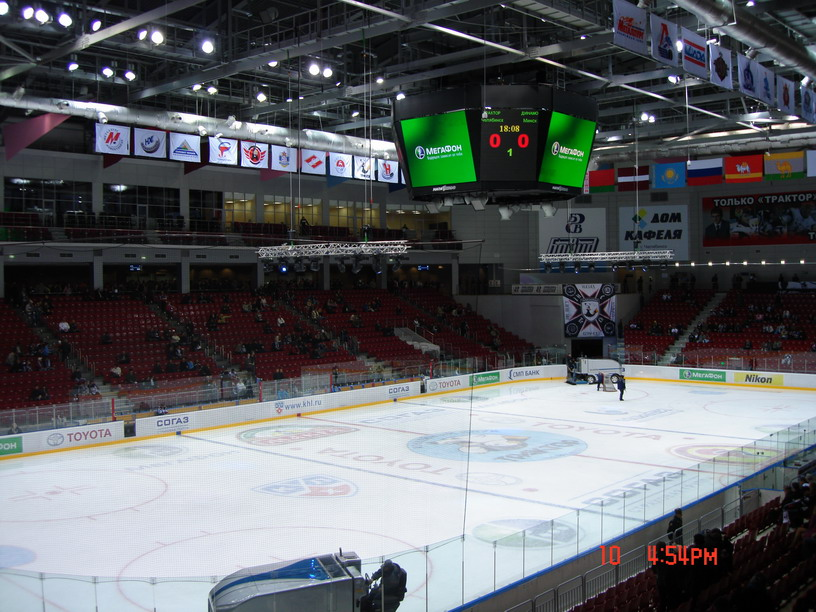
Арена «Трактор» внутри

### Кёрлинг
В городе действует школа кёрлинга.
В 2005 году проходил Чемпионат мира среди смешанных пар.
В 2010 году прошёл Чемпионат мира по кёрлингу среди ветеранов.

### Конькобежный спорт
В 2015 году проходил чемпионат Европы по конькобежному спорту
2020 — VI Всероссийская зимняя Универсиада по конькобежному спорту.
Челябинск — родина Лидии Скобликовой — шестикратной олимпийской чемпионки, которую прозвали «Уральской молнией». В честь её так же назвали построенный в 2004 году Ледовый дворец «Уральская молния».

### Фигурное катание
В 2019 году прошёл Гран-при среди юниоров по фигурному катанию на коньках.

### Баскетбол
Баскетбол в городе представлен командой «Динамо-Теплострой», выступающей в Суперлиге Б и женской командой «Славянка», играющей в Суперлиге А. Клуб «Челбаскет» играющий в Первая Лига, дивизион «Урал», (МЛБЛ).

### Волейбол
- В 1972 появился ВК «Динамо-Метар»[14].

- В 1986 году основан ВК «Торпедо», ныне «Динамо».

Двукратная серебряная призёрка Олимпийских игр Екатерина Гамова родом из Челябинска.

### Гандбол
В 1976 году появился клуб «Полёт», ныне «Динамо».
2-х кратный золотой медалист Олимпийских игр Валерий Гопин родом из Челябинска.

### Лёгкая атлетика
В 2003 году в Челябинске появился спортивный Легкоатлетический комплекс, которому было присвоено имя олимпийской чемпионки по прыжкам в высоту Елены Елесиной.

### Самбо
В Челябинске действует центр самбо. В 2013 году проходил Чемпионат России по самбо среди женщин.

### Дзюдо

Чемпионат мира по дзюдо — 2014

В 2012 году в городе проходил Чемпионат Европы по дзюдо.
В 2014 году в Челябинске проходил Чемпионат мира по дзюдо.

### Плавание
В Челябинске хорошо развиты водные виды спорта и работают многие бассейны

### мини-футбол
В советские годы и в 90 -е существовал мини -футбольный клуб «Челябинец». Некоторое время так же в Челябинске базировался клуб «УПИ» из Екатеринбурга. В настоящее время функционирует МФК «Южный Урал», 3-ех кратный призёр Высшей лиги чемпионата России по мини футболу.

## Знаковые события
- В 2009 году проходил Чемпионат мира по русским шашкам среди мужчин
- В 2012 году в городе прошёл и чемпионат Европы по водному поло среди девушек в возрасте до 19 лет
- В 2013 году проходила Мировая лига среди мужчин 2013 (водное поло)
- В 2015 году проходил чемпионат мира по тхэквондо.
- В 2018 году Челябинск принимал чемпионат мира по танцевальному спорту и чемпионат России по смешанным единоборствам (MMA).
- В 2019 году на арене Трактор прошёл 12-раундовый боксёрский поединок в полутяжёлой весовой категории за титул чемпиона мира по версии WBO, Сергей Ковалёв — Энтони Ярд.

## Знаковые места

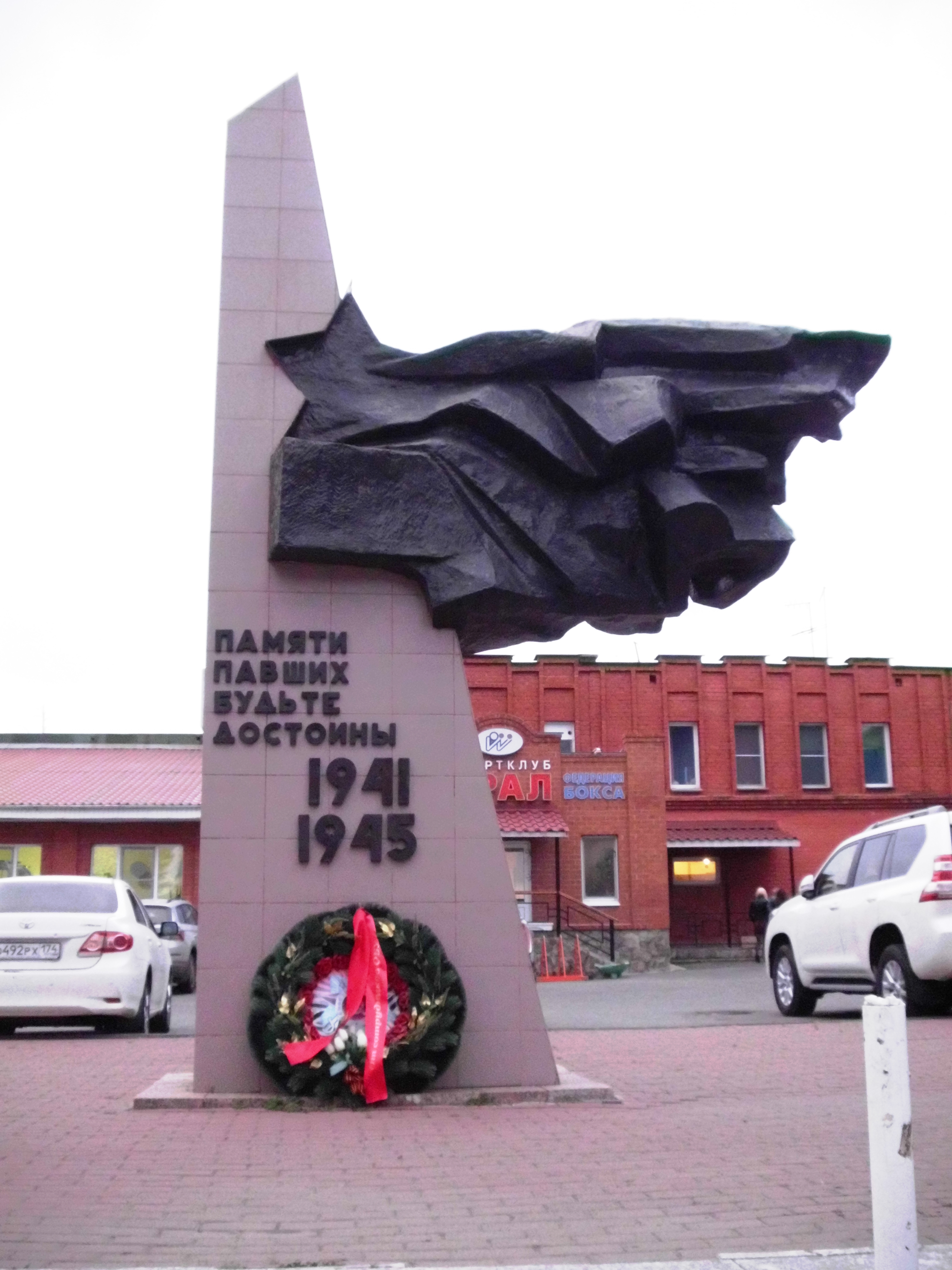
Памятник «Спортсменам павшим в боях за Родину» у ледового дворца «Уральская молния»

- Музей истории конькобежного спорта.
- Памятник спортсменам-спартаковцам, погибшим в годы войн. Памятник воинам-спортсменам в Челябинске — это первый в России монумент, воздвигнутый спортсменам, погибшим на фронтах Великой Отечественной войны. Он был установлен в центральной части Челябинска, перед зданием спортивного клуба «Урал»[18] (возле ледового дворца «Уральская молния» и стадиона «Центральный»).

## Управление
- Регулированием спортивной сферы в Челябинске занимается Управление физкультуры и спорта Челябинска[19].